# Chorinea bogota
Chorinea bogota is een vlindersoort uit de familie van de prachtvlinders (Riodinidae), onderfamilie Riodininae.
Chorinea bogota werd in 1859 beschreven door Saunders.